# 俵坂隧道 (長崎自動車道)
俵坂隧道（日语：／）是日本的一座高速公路隧道，位于佐賀縣嬉野市和長崎縣東彼杵郡東彼杵町交界处，处于長崎自動車道（E34）的嬉野交流道至东彼杵交流道区间内，双洞四车道，上行线长2,656（1.65英里），1997年12月18日通车，下行线长2,610（1.62英里），1990年1月26日通车，是長崎自動車道的最长隧道。